# Miquel Capllonch Rotger
Miquel Capllonch Rotger (Pollença, 14 de gener de 1861- 21 de desembre de 1935) fou un pianista i compositor mallorquí.
Estudià música a Pollença amb el seu cosí, Joan Rotger, organista de la parròquia de Pollença. Realitzà batxiller a Palma i prosseguí estudis musicals amb Guillem Massot. Continuà estudiant música en el Conservatori de Música de Madrid,i estudià amb els mestres com Tragó, Galiana, Chapí o Hernandi. Començà a treballar en el Liceo Cervantes de Madrid amb la coneguda Polaca de Weber. Aconseguí una beca de la Diputació de Balears per ampliar estudis a Alemanya. Fou alumne en el Conservatori de Música de Berlín, on entre els seus professors més importants tingué al rus, Anton Rubinstein amb qui es faria molt amic. Va impartir classes de música per les famílies reials de Prússia (els Hohenzollern) i de Saxònia; i farà concerts per la reialesa europea. Farà grans amistats com Clara Schumann (la vídua de Schumann), Sarasate, Godowsky, els seus mestres, Karl Heinrich Barth, Ernest Fr. K. Rudorff i Herzogenberg.
En 1906 es casà amb Gabriela Miteau amb la que tingué quatre fills, entre ells Francesc que també serà pianista i morirà el gener de 1996. En 1912 Miquel Capllonch s'instal·là amb la seva família a Madrid on es relacionarà amb molta gent important del món artístic i cultural. Tres anys després viurà a Barcelona.
Un cop instal·lat a Espanya passarà els estius a Pollença on es relacionarà també amb el General Bosch, Miquel Costa i Llobera, bisbe Campins o Llorenç Cerdà.
L'enyorança de la seva terra el farà pensar a deixar la península Ibèrica i instal·lar-se a la capital Balear, on impartirà classes i continuaria amb les seves tasques musicals. Entre les propietats del músic pollencí, tenia les finques de Bóquer i d'Albercuix. Al llarg de la seva vida cedí terrenys pel bé del seu poble natal.
Morí a Pollença el 21 de desembre de 1935.

## Obres
Entre les obres de Capllonch hi ha masurques, nocturns, valsos, sonatines, música sacra, coral profana...
- Marxa pontifical
- Oratio pro discipulis
- La Salve
- Himne per cortesanes del Bon Jesús
- Nocturn en la bemoll major.
- Nostalgia Op. 17 nº1.
- Tota Pulchra
- Càntic de la fe de Sant Pere
- Responsorium
- Càntic de la Sagrada Família
- Tot me vaig alegrar
- Ave Maries i Glòries
- A Sant Vicenç
- Cruçats de l'Amor Divino
- Mon cor no és orgullós
- Nit i dia
- Avui és diumenge
- Ara s'ha tornat al món de la tranquil·litat.
- La ximbomba d'Artà.
- Obres per a piano

## Capllonch en l'actualitat
Des de 2006, la Fundació Rotger Villalonga organitza en consorci de l'ajuntament de Pollença i de la família Capllonch-Ramonell, es realitza un cicle de música en homenatge a aquest músic pollencí, en les "Nits de Capllonch" que habitualment es fan durant l'hivern i es realitzen normalment a l'església de Monti-sion de Pollença.
Alguns pobles de Mallorca, en homenatge a aquest artista mallorquí, batiaren carrers amb el seu nom.